# Heinz Spode
Heinz Spode (* 10. August 1911; † nach 1954) war ein deutscher Politiker (CDU). Er war von 1950 bis 1952 Abgeordneter des Brandenburger Landtages.

## Leben
Spode wurde nach dem Zweiten Weltkrieg Mitglied der Christlich-Demokratischen Union Deutschlands (CDU). Auf dem 5. Parteitag der CDU im September 1950 wurde er als Mitglied des Hauptvorstandes gewählt. Er wohnte damals in der Eberswalder Straße in Britz, (Oberbarnim). Von November 1950 bis Juli 1952 gehörte er als Mitglied der CDU-Fraktion dem Brandenburger Landtag an.
Am 24. Mai 1952 wurde er auf dem Landesparteitag der Brandenburger CDU zum Mitglied des geschäftsführenden Landesvorstandes gewählt. Diese Funktion hatte er nur kurze Zeit inne, da im Sommer 1952 mit der Verwaltungsreform in der DDR die Länder abgeschafft und Bezirke gebildet wurden. Auch der Brandenburger Landtag wurde aufgelöst und die Landtagsabgeordneten von den drei neugeschaffenen Bezirken übernommen. Spode, inzwischen Kreisrat in Luckenwalde, wurde im August 1952 dem Bezirkstag Potsdam als Abgeordneter zugeteilt und am 15. September 1952 auf der CDU-Bezirksdelegiertenkonferenz zum ehrenamtlichen Mitglied des CDU-Bezirksvorstandes Potsdam berufen.
Auf dem 6. Parteitag im Oktober 1952 wurde er als Stellvertreter des Vorsitzenden des Rates des Kreises Jüterbog erneut in den Hauptvorstand der Partei gewählt, dem er bis zu seiner Flucht nach West-Berlin im Februar 1954 angehörte. Zuletzt fungierte er 1954 als CDU-Kreisvorsitzender in Kyritz.